# HC Nymburský Lev
HC Nymburský Lev je český klub ledního hokeje, který sídlí v Nymburce ve Středočeském kraji. Založen byl v roce 1932 pod názvem SK Polaban Nymburk. Svůj současný název nese od roku 1998. Od sezóny 1997/98 do sezóny 2018/19 působil ve 2. lize, třetí české nejvyšší soutěži ledního hokeje. Nyní působí v krajské soutěži středočeského kraje. Klubové barvy jsou červená, bílá a modrá.
Své domácí zápasy odehrává na zimním stadionu Nymburk s kapacitou 4 500 diváků.

## Historie klubu v datech
Zdroj:
- 1932 – založen hokejový oddíl SK POLABAN NYMBURK
- 1937 – založen druhý hokejový oddíl v Nymburce – SK ŽELEZNIČÁŘI NYMBURK
- 1939 – založen třetí hokejový oddíl v Nymburce – JOK NYMBURK – (Jivácký osadní klub – založen členy chat. osady Jivák)
- 1945 – všechny tři oddíly sloučeny v jeden – BK NYMBURK
- 1948 – změna názvu LOKOMOTIVA NYMBURK
- 1957 – klub se rozpadl – hráči přešli do mužstva SOKOL DRAHELICE – (Drahelice – část Nymburka)
- 1959 – oddíl opět zahájil činnost pod názvem – TJ LOKOMOTIVA NYMBURK
- 1978 – změna názvu TJ STADION NYMBURK
- 1998 – změna názvu NED HOCKEY NYMBURK
- 2011 – Oddělení mládeže jako HC Nymburský Lev
- 2020 – mládež a A tým opět pod jednou hlavičkou jako HC Nymburský Lev

## Historické názvy
Zdroj:
- 1932 – SK Polaban Nymburk (Sportovní klub Polaban Nymburk)
- 1945 – BK Nymburk (Bruslařský klub Nymburk)
- 1948 – ZSJ Železničáři Nymburk (Základní sportovní jednota Železničáři Nymburk)
- 1951 – DSO Lokomotiva Nymburk (Dobrovolná sportovní organizace Lokomotiva Nymburk)
- 1957 – zánik
- 1959 – obnovena činnost pod názvem TJ Lokomotiva Nymburk (Tělovýchovná jednota Lokomotiva Nymburk)
- 1978 – TJ Stadion Nymburk (Tělovýchovná jednota Stadion Nymburk)
- 1998 – NED Hockey Nymburk
- 2020 – HC Nymburský Lev

## Přehled ligové účasti
Stručný přehled
Zdroj:
- 1949–1950: Oblastní soutěž – sk. D1 (2. ligová úroveň v Československu)
- 1950–1951: Oblastní soutěž – sk. C (2. ligová úroveň v Československu)
- 1951–1952: Středočeská I. třída – sk. C (2. ligová úroveň v Československu)
- 1952–1953: Středočeská I. A třída – sk. A (2. ligová úroveň v Československu)
- 1993–1995: Středočeský krajský přebor (4. ligová úroveň v České republice)
- 1995–1996: 2. liga – sk. Východ (3. ligová úroveň v České republice)
- 1996–1997: Středočeský krajský přebor (4. ligová úroveň v České republice)
- 1997–2001: 2. liga – sk. Západ (3. ligová úroveň v České republice)
- 2001–2004: 2. liga – sk. Střed (3. ligová úroveň v České republice)
- 2004–2005: 2. liga – sk. Západ (3. ligová úroveň v České republice)
- 2005–2008: 2. liga – sk. Střed (3. ligová úroveň v České republice)
- 2008–2009: 2. liga – sk. Západ (3. ligová úroveň v České republice)
- 2009–2013: 2. liga – sk. Střed (3. ligová úroveň v České republice)
- 2013–2016: 2. liga – sk. Západ (3. ligová úroveň v České republice)
- 2016–2019 : 2. liga – sk. Střed (3. ligová úroveň v České republice)
- 2019- klub se ze soutěže odhlásil

Jednotlivé ročníky
Zdroj:
Legenda: ZČ - základní část, červené podbarvení - sestup, zelené podbarvení - postup, fialové podbarvení - reorganizace, změna skupiny či soutěže
| Československo (1949 – 1993) |                                |           |           |                                                                    |                          |
| Sezóny                       | Soutěž                         | Úroveň    | ZČ        | Play-off, nadstavba, sk. o udržení...                              | Poznámky                 |
| 1949/50                      | Oblastní soutěž – sk. D1       | 2. úroveň | 4. místo  |                                                                    | Změna skupiny            |
| 1950/51                      | Oblastní soutěž – sk. C        | 2. úroveň | 6. místo  |                                                                    | Reorganizace             |
| 1951/52                      | Středočeská I. třída – sk. C   | 2. úroveň | 4. místo  |                                                                    | Reorganizace             |
| 1952/53                      | Středočeská I. A třída – sk. A | 2. úroveň | 6. místo  |                                                                    | Reorganizace             |
| ...                          |                                |           |           |                                                                    |                          |
| Česko (1993 – )              |                                |           |           |                                                                    |                          |
| Sezóny                       | Soutěž                         | Úroveň    | ZČ        | Play-off, nadstavba, sk. o udržení...                              | Poznámky                 |
| 1993/94                      | Středočeský krajský přebor     | 4. úroveň | ?. místo  |                                                                    |                          |
| 1994/95                      | Středočeský krajský přebor     | 4. úroveň | ?. místo  |                                                                    | Koupě licence od Skuteči |
| 1995/96                      | 2. liga – sk. Východ           | 3. úroveň | 15. místo | Ne                                                                 | Sestup                   |
| 1996/97                      | Středočeský krajský přebor     | 4. úroveň | 1. místo  |                                                                    | Baráž                    |
| 1997/98                      | 2. liga – sk. Západ            | 3. úroveň | 10. místo | Ne                                                                 |                          |
| 1998/99                      | 2. liga – sk. Západ            | 3. úroveň | 8. místo  | Ne                                                                 |                          |
| 1999/00                      | 2. liga – sk. Západ            | 3. úroveň | 9. místo  | Ne                                                                 |                          |
| 2000/01                      | 2. liga – sk. Západ            | 3. úroveň | 12. místo | Ne                                                                 | Změna skupiny            |
| 2001/02                      | 2. liga – sk. Střed            | 3. úroveň | 6. místo  | Osmifinále (prohra 0:2 s na zápasy s SK HC Baník Most)             |                          |
| 2002/03                      | 2. liga – sk. Střed            | 3. úroveň | 7. místo  | Osmifinále (prohra 0:2 na zápasy s SK HC Baník Most)               |                          |
| 2003/04                      | 2. liga – sk. Střed            | 3. úroveň | 4. místo  | Čtvrtfinále (prohra 1:2 na zápasy s SHC Klatovy)                   | Změna skupiny            |
| 2004/05                      | 2. liga – sk. Západ            | 3. úroveň | 3. místo  | Čtvrtfinále (prohra 2:3 na zápasy s HC Strakonice)                 | Změna skupiny            |
| 2005/06                      | 2. liga – sk. Střed            | 3. úroveň | 7. místo  | Čtvrtfinále (prohra 0:3 na zápasy s HC Rebel Havlíčkův Brod)       |                          |
| 2006/07                      | 2. liga – sk. Střed            | 3. úroveň | 9. místo  | Ne                                                                 |                          |
| 2007/08                      | 2. liga – sk. Střed            | 3. úroveň | 7. místo  | Čtvrtfinále (prohra 0:3 na zápasy s HC Chrudim)                    | Změna skupiny            |
| 2008/09                      | 2. liga – sk. Západ            | 3. úroveň | 13. místo | Osmifinále (prohra 0:2 na zápasy s HC VHS Benešov)                 | Změna skupiny            |
| 2009/10                      | 2. liga – sk. Střed            | 3. úroveň | 8. místo  | Čtvrtfinále (prohra 0:3 na zápasy s IHC Písek)                     |                          |
| 2010/11                      | 2. liga – sk. Střed            | 3. úroveň | 6. místo  | Semifinále (prohra 0:2 na zápasy s KLH Vajgar Jindřichův Hradec)   |                          |
| 2011/12                      | 2. liga – sk. Střed            | 3. úroveň | 4. místo  | Čtvrtfinále (prohra 0:3 na zápasy s KLH Vajgar Jindřichův Hradec)  |                          |
| 2012/13                      | 2. liga – sk. Střed            | 3. úroveň | 5. místo  | Čtvrtfinále (prohra 2:3 na zápasy s SC Kolín)                      | Změna skupiny            |
| 2013/14                      | 2. liga – sk. Západ            | 3. úroveň | 10. místo | Osmifinále (prohra 2:3 na zápasy s HC Žihadla Moravské Budějovice) |                          |
| 2014/15                      | 2. liga – sk. Západ            | 3. úroveň | 9. místo  | Osmifinále (prohra 1:3 na zápasy s HC Děčín)                       |                          |
| 2015/16                      | 2. liga – sk. Západ            | 3. úroveň | 8. místo  | Předkolo (prohra 1:2 na zápasy s SKLH Žďár nad Sázavou)            | Změna skupiny            |
| 2016/17                      | 2. liga – sk. Střed            | 3. úroveň | 6. místo  | Osmifinále (prohra 0:4 na zápasy s HC Vlci Jablonec nad Nisou)     |                          |
| 2017/18                      | 2. liga – sk. Střed            | 3. úroveň | 6. místo  | Osmifinále (prohra 1:3 na zápasy s SC Kolín)                       |                          |
| 2018/19                      | 2. liga – sk. Střed            | 3. úroveň | 4. místo  | Osmifinále (prohra 0:3 na zápasy s HC Baník Sokolov)               |                          |
| 2019/20                      | 2. liga – sk. Střed            | 3. úroveň |           |                                                                    | do sezony nenastoupili   |
| 2020/21                      | Krajská soutěž                 | 5. úroveň |           |                                                                    |                          |